# IC 5236
IC 5236 ist eine Linsenförmige Galaxie vom Hubble-Typ S0 im Sternbild Tukan am Südsternhimmel. Sie ist schätzungsweise 561 Millionen Lichtjahre von der Milchstraße entfernt und hat einen Durchmesser von etwa 135.000 Lichtjahren.
Im selben Himmelsareal befinden sich u. a. die Galaxien NGC 7329, IC 5234, IC 5235.
Das Objekt wurde am 21. August 1900 von DeLisle Stewart entdeckt.